# エドモンド・ペンドルトン
エドモンド・ペンドルトン（英: Edmund Pendleton、1721年9月9日-1803年10月23日）は、バージニア植民地の政治家、弁護士および判事であり、アメリカ独立戦争時に活躍した。

## 伝記

### 生い立ち
ペンドルトンはバージニア植民地のキャロライン郡で、ヘンリーとメアリー・ビショップ・テイラーのベンドルトン夫妻の息子として生まれた。14歳の時にキャロライン郡裁判所の事務官に徒弟として出された。1737年、キャロラインのセントメアリー教区役員の事務員となり、そこで得た小さな収入で法律の本を幾らか購入した。1740年、キャロライン・コートマーシャルの事務員になった。                 

### 家族
ペンドルトンは2度結婚した。初婚は1741年1月21日にベティ・ロイとだったが、ベティは1742年11月17日の出産時に死んだ。生まれたばかりの男の子も間もなく死んだ。2度目の結婚は1745年1月20日、ジョセフとパトリシア・ホームズ夫妻の娘、サラ・ポラードとであり、子供はできなかった。

### 経歴
ペンドルトンは1741年4月に法律実務の免許を取得し、郡裁判所で成功したことにより、1745年10月には高等裁判所の一員になった。1751年にはキャロライン郡の治安判事に指名された。甥のジョン・ペンに法律の教育を行い、ペンは後にアメリカ独立宣言の署名者になった。ペンドルトンは父を亡くした甥であるキャロラインのジョン・テイラーを育てて教育し、テイラーは後にアメリカ合衆国上院議員になった。1752年から1776年、ペンドルトンはバージニア植民地議会議員を務めた。1766年5月、ジョン・ロビンソン荘園スキャンダルを暴き、これがその庇護者を巻き込むことになった。1773年にバージニア通信委員会の委員となり、1774年の第一次大陸会議ではバージニア代表になった。
ペンドルトンは1775年8月16日から1776年7月5日までバージニア安全委員会の委員長（実質的に植民地知事）とバージニア会議の議長を務め、バージニア会議ではイギリスから訣別し独立宣言を起草する決議案（大陸会議に提出したリチャード・ヘンリー・リーの名からリー決議と呼ばれる）を、大陸会議に提案するバージニアの代議員を承認した。

## バージニア会議決議
以下はバージニア会議で採択された独立宣言起草を提案する決議である。
"1776年5月15日 
出席者112名
イギリス国王と議会に対して、イギリス政府の下にあるアメリカに平和と安全を取り戻し、苦情の償いの替わりに公平で革新的な条件で人々を再統合するために、礼儀正しい代表と請願によって行われた統合植民地のあらゆる努力に対して、専制的で悪意有る管理が侮辱的抑圧を増し、我々全体を破壊する活発な試みを生み出した。先の法によって、この植民地は全て反逆状態と宣言され、イギリス王室の保護下にはなく、我々の資産は没収の対象となり、人々は捕獲されたときに親戚や郷土の者達の殺人や略奪に加わるよう強いられ、アメリカ人に対する以前の強奪や抑圧は全て合法で公正と宣言された。海軍や陸軍が起ち上げられ、これら破壊目的を支援するための外国の軍隊の援軍もある。植民地における国王の代理人は我々の安全のために活動するあらゆる政府の権限を引き上げただけでなく、軍艦の上に撤退して、我々に対して海賊的で野蛮な戦争を仕掛け、奴隷達はあらゆる策略で誘惑して彼等の主人達に対抗できるよう訓練し雇用している。この極端に危険な状態で、我々には高圧的専制者の意志に卑屈に従うか、イギリスの王室と政府から完全に訣別して防衛のために全アメリカの力を統合して行使し、外国とは交易や戦争での援助を求めて同盟を結ぶしか残された選択肢はない。この故に人の心を究める人（神）に以前の宣言の誠実さを訴え、あの国との関係を保ちたいという望みを表明し、かの邪な評議会による傾向と永遠なる自己保存の法から動かされている。
全会一致による決議：総会議においてこの植民地を代表すると指名された代議員には、その尊敬すべき主体が統合植民地は自由で独立した国であり、イギリス王室と議会に対する同盟あるいは依存を解除すると宣言することを提案するよう指示する。また、そのような宣言に対して、および会議が外国との同盟や植民地の連邦を形成するために適当で必要と考えられるどのような手段に対しても、代議員が最善と考える時と方法で同意を与えるよう指示する。ただし、政府を形成する権限、各植民地内部の関心事の規制については各植民地議会の裁量に残される。
全会一致による決議：人権宣言、およびこの植民地で平和と秩序を維持し、人々に基本的で平等な自由を確保する可能性の強い政府の計画を準備するために委員会が指名されること。
エドモンド・ペンドルトン、議長"
この宣言の後、ペンドルトンはバージニアの新しい議会で初代議長になったが、1777年3月に馬から落ちて腰を脱臼し、最初の会期を欠席した。この事故で足が不自由になり、その後の人生は松葉杖を使った。ペンドルトンはトーマス・ジェファーソンやジョージ・ワイスと共にバージニアの法典を改正した。1777年には高等衡平法裁判所判事に指名された。バージニア邦が1778年に最高裁判所を創設した時には、その長官に指名されて死ぬまで続けた。ペンドルトンは1788年のアメリカ合衆国憲法批准バージニア会議では議長を務めた。
ペンドルトンは1803年に死亡し、その地所であるエドモンズベリーに埋葬された。1907年、その遺骸は現在のコロニアル・ウィリアムズバーグにあるブルトン教区礼拝堂内に移葬された。

## 1803年10月連邦議会議事録
エドモンド・ペンドルトンに対する弔辞
ユースティスが起立し、過去数日の内に、恐らく現在の世代よりも後代の者に大きな興味となるであろう出来事に議会が注意を向けさせられたと述べた。すなわち生涯を国のために捧げることによって、表現しようとしても出来ないくらいの名前と後代の者への手本を残した傑出した愛国者の一人の死である。ユースティスはこれら聖人の中でも他でもないバージニア州のエドモンド・ペンドルトンが自然に対する最後の贈り物をしたという情報を持っていた。
この時にユースティスは議会に次の決議を提案する許可を求めた。
この決議案は直ぐに裁決に移され、賛成77、反対0で可決された。

## 語録
トーマス・ジェファーソンはペンドルトンについて「私が会ったことのある中でも彼は議論に最も有能な者だったと思う」と語った。

## 遺産
1788年に設立されたバージニア州（現ウェストバージニア州）ペンドルトン郡、および1798年に設立されたケンタッキー州ペンドルトン郡はどちらもペンドルトンの栄誉を称えて名付けられた。